# Auchmis petroriza
Auchmis petroriza là một loài bướm đêm trong họ Noctuidae.